# Udhampur
Udhampur ist eine Stadt (Municipal Council) im Süden des indischen Unionsterritoriums Jammu und Kashmir.
Sie bildet den Verwaltungssitz des gleichnamigen Distrikts. Beim Zensus 2011 lag die Einwohnerzahl bei 35.507, mit Vororten bei 84.015.
Die Stadt wurde nach Raja Udham Singh, dem ältesten Sohn von Udham Singh, der die Dogra-Regel begründete, benannt.
Die Stadt Udhampur liegt in einer Beckenlandschaft zwischen Pir Panjal im Norden und den Siwaliks im Süden auf einer Höhe von 743 m. Der Fluss Tawi strömt östlich an der Stadt vorbei in südlicher Richtung. Der National Highway 1A verläuft durch die Stadt und verbindet diese mit der 35 km südwestlich gelegenen Stadt Jammu sowie dem nördlich gelegenen Flusstal des Chenab. Udhampur liegt an der Eisenbahnlinie von Jammu nach Katra.
Das Nordkommando des indischen Heeres befindet sich in Udhampur. Außerdem liegt am südöstlichen Stadtrand der Militärflughafen Udhampur Air Force Station.

## Klima
Udhampur besitzt ein warm-gemäßigtes Klima.
Es wird in den Sommermonaten Juli und August, an welchen der meiste Niederschlag fällt, vom Monsun bestimmt. Der durchschnittliche Jahresniederschlag beträgt 1627 mm. Die Jahresmitteltemperatur liegt bei 21,5 °C.
|                       | Jan  | Feb  | Mär  | Apr  | Mai  | Jun  | Jul  | Aug  | Sep  | Okt  | Nov  | Dez  |   |      |
| Mittl. Tagesmax. (°C) | 15,5 | 18,5 | 23,7 | 29,9 | 35,1 | 37,3 | 33,0 | 31,4 | 31,3 | 28,8 | 23,5 | 18,4 | ⌀ | 27,2 |
| Mittl. Tagesmin. (°C) | 5,7  | 8,0  | 12,3 | 17,0 | 22,0 | 24,5 | 23,7 | 23,0 | 21,1 | 16,0 | 10,1 | 6,9  | ⌀ | 15,9 |
|                       |      |      |      |      |      |      |      |      |      |      |      |      |   |      |
| Niederschlag (mm)     | 123  | 106  | 120  | 46   | 30   | 69   | 387  | 429  | 209  | 44   | 16   | 48   | Σ | 1627 |

| 5,7 |

| 8,0 |

| 12,3 |

| 17,0 |

| 22,0 |

| 24,5 |

| 23,7 |

| 23,0 |

| 21,1 |

| 16,0 |

| 10,1 |

| 6,9 |

| 5,7 |

| 8,0 |

| 12,3 |

| 17,0 |

| 22,0 |

| 24,5 |

| 23,7 |

| 23,0 |

| 21,1 |

| 16,0 |

| 10,1 |

| 6,9 |